# Pachomius (geslacht)
Pachomius is een geslacht van spinnen uit de familie springspinnen (Salticidae).

## Soorten
De volgende soorten zijn bij het geslacht ingedeeld:
- Pachomius dybowskii (Taczanowski, 1871)
- Pachomius hadzji (Caporiacco, 1955)
- Pachomius maculosus (Chickering, 1946)
- Pachomius peckhamorum Galiano, 1994
- Pachomius sextus Galiano, 1994
- Pachomius villeta Galiano, 1994